# 藤森小副克里介
藤森小副克里介（学名：Parakrithella fujimolii）为荊花介科小副克里介屬下的一个种。